# Cuauhtémoc Chancala
Cuauhtémoc Chancala är en ort i Mexiko.   Den ligger i kommunen Palenque och delstaten Chiapas, i den sydöstra delen av landet, 800 km öster om huvudstaden Mexico City. Cuauhtémoc Chancala ligger 150 meter över havet och antalet invånare är 388.
Terrängen runt Cuauhtémoc Chancala är kuperad västerut, men österut är den platt. Runt Cuauhtémoc Chancala är det ganska glesbefolkat, med 34 invånare per kvadratkilometer. Närmaste större samhälle är Cristóbal Colón, 16,2 km söder om Cuauhtémoc Chancala. I omgivningarna runt Cuauhtémoc Chancala växer i huvudsak städsegrön lövskog.